# Tectaria warburii
Tectaria warburii là một loài dương xỉ trong họ Tectariaceae. Loài này được C. Chr. J.P. Roux mô tả khoa học đầu tiên năm 2009.